# Pachyseris involuta
Pachyseris involuta là một loài san hô trong họ Agariciidae. Loài này được Studer mô tả khoa học năm 1877.